# Seleção Paraguaia de Handebol Masculino
A Seleção Paraguaia de Handebol Masculino é a equipe que representa o Paraguai nas competições internacionais de handebol organizadas pela Confederação Sul e Centro Americana de Handebol (SCAHC), pela Federação Internacional de Handebol (IHF) e pelo Comitê Olímpico Internacional (COI), e é governada pela Confederacion Paraguaya de Handball. O Paraguai participou de  6 Campeonatos Pan-Americanos de Handebol Masculino em 1981, 1994, 2002, 2012, 2016 e 2018, de 3 edições do Campeonato Sul e Centro-Americano de Handebol Masculino, e de uma edição do Campeonato Mundial das Nações Emergentes da IHF.

## Competições

### Jogos Pan-Americanos
| Ano                | Fase                | Posição | JG | V | E | D | GF | GS  | DF  |
| ------------------ | ------------------- | ------- | -- | - | - | - | -- | --- | --- |
| 1995 Mar del Plata | Disputa do 5º lugar | 5º      | 6  | 1 | 0 | 5 | 95 | 159 | -65 |

### Campeonato Pan-Americano
| Ano  | Fase                 | Posição | JG | V | E | D | GF  | GS  | DF  |
| ---- | -------------------- | ------- | -- | - | - | - | --- | --- | --- |
| 1981 | Disputa do 5º lugar  | 6º      | 4  | 1 | 0 | 3 | 79  | 137 | −58 |
| 1994 | Primeira fase        | 6º      | 6  | 1 | 0 | 5 | 85  | 181 | -96 |
| 2002 | Disputa do 5º lugar  | 6º      | 5  | 1 | 0 | 4 | 114 | 136 | -22 |
| 2012 | Disputa do 5º lugar  | 6º      | 4  | 1 | 0 | 3 | 68  | 118 | -50 |
| 2016 | Disputa do 11º lugar | 12º     | 6  | 0 | 0 | 6 | 140 | 216 | -76 |
| 2018 | Disputa do 11º lugar | 11º     | 5  | 0 | 0 | 5 | 104 | 158 | -54 |

### Campeonato Sul e Centro-Americano de Handebol Masculino
| Ano  | Fase                | Posição | JG | V | E | D | GF  | GS  | DF  |
| ---- | ------------------- | ------- | -- | - | - | - | --- | --- | --- |
| 2020 | Primeira fase       | 5º      | 5  | 1 | 0 | 4 | 133 | 169 | −36 |
| 2022 | Disputa do 5º lugar | 5º      | 4  | 2 | 0 | 2 | 101 | 134 | -33 |
| 2024 | Primeira fase       | 4º      | 5  | 2 | 0 | 3 | 114 | 188 | -74 |

### Campeonato das Nações Emergentes da América do Sul e Central da IHF
| Ano  | Fase  | Posição | JG | V | E | D | GF  | GS  | DF  |
| ---- | ----- | ------- | -- | - | - | - | --- | --- | --- |
| 2018 | Final | 2º      | 5  | 3 | 0 | 2 | 165 | 125 | +40 |

### Jogos Sul-Americanos
| Ano                        | Fase                | Posição | JG | V | E | D | GF  | GS  | DF   |
| -------------------------- | ------------------- | ------- | -- | - | - | - | --- | --- | ---- |
| 2002 São Bernardo do Campo | Primeira fase       | 5º      | 4  | 1 | 0 | 3 | 72  | 129 | -57  |
| 2006 Mar del Plata         | Disputa do bronze   | 4º      | 4  | 0 | 0 | 4 | 82  | 189 | -107 |
| 2014 Santiago              | Disputa do 5º lugar | 7º      | 4  | 0 | 0 | 4 | 75  | 134 | -59  |
| 2022 Assunção              | Primeira fase       | 4º      | 4  | 0 | 1 | 0 | 107 | 155 | −48  |

### Campeonato Mundial das Nações Emergentes da IHF
| Ano  | Fase                | Posição | JG | V | E | D | GF  | GS  | DF |
| ---- | ------------------- | ------- | -- | - | - | - | --- | --- | -- |
| 2025 | Disputa do 5° lugar | 5º      | 5  | 3 | 0 | 2 | 146 | 141 | +5 |